# شمو سيلابي
شمو سيلابي هي قرية في مقاطعة شوط‌، إيران. عدد سكان هذه القرية هو 201 في سنة 2006.